# Ahmad Hamcho
Ahmad Saber Hamcho (en arabe : أحمد صابر حمشو)  est un cavalier syrien né le 25 novembre 1992.
Ahmad Hamcho est le vice-président de la Chambre internationale de commerce de Syrie.
Il est le premier Syrien à participer aux épreuves équestres olympiques en saut d'obstacles individuel aux Jeux olympiques d'été de 2012, puis aux Jeux olympiques d'été de 2020 à Tokyo. Il remporte deux médailles d'or aux Jeux Méditerranéens de 2022. Son jeune frère, Amre, devient le deuxième cavalier syrien à se qualifier pour les Jeux olympiques, participant aux Jeux olympiques d'été de 2024.
Ahmad Hamcho déclare son ferme soutien à Bachar al-Assad lors des Jeux olympiques d'été de 2012 à Londres et nie le rôle du régime dans la répression des manifestants en Syrie, affirmant que le régime ne ferait que « se défendre » face à des militants armés, reprenant la propagande du régime, niant la révolution initialement pacifique et présentant son écrasement violent comme un combat contre des « terroristes ».
Il est le fils de Mohammad Hamcho, proche de Bachar el-Assad, placé sous sanctions économiques par l'Union européenne et les États-Unis en 2011 pour son rôle financier dans la répression,. Lui-même, sa mère, Rania Raslan Al-Dabbas, ainsi que ses deux frères, Amre et Ali et sa soeur Soumaya, figurent sur la liste des personnes sanctionnées en vertu de la loi César,.